# 惠水县
惠水县是中国贵州省黔南布依族苗族自治州西部下属的一个县。
明清为定番州，1913年改定番县，1935年改惠水县。

## 行政区划
惠水县下辖3个街道办事处、8个镇：
涟江街道、濛江街道、明田街道、摆金镇、雅水镇、断杉镇、芦山镇、王佑镇、羡塘镇、岗度镇和好花红镇。

## 交通
- 321国道、 354国道、 356国道过境。

## 名胜
- 九龙山

## 特产
惠水黑糯米、惠水黑糯米酒：中国地理标志产品。